# Servan de Culross
Serf ou Saint Serf  (latin : Servanus) est un évêque écossais de la fin du VIIe siècle.

## Une vie légendaire
Sa Vita du XIIIe siècle est un conte fantastique émaillé d'événements merveilleux.
Selon ce récit, le père de Servan est un certain Obeth fils d'Eliud, roi de Canaan et sa mère, une fille du roi d'Arabie nommée Alpia.  Après la mort de son père alors qu'il est âgé de sept ans, Servan est censé avoir étudié auprès de Magonius évêque d'Alexandrie avant de devenir évêque de Canaan. Il traverse la mer Rouge à gué puis il devient pendant sept ans patriarche associé à Jacob de Jérusalem avant d'être élu lors une vacance du siège, pape de Rome ! Ensuite, après une nouvelle période de sept années il  abandonne Rome franchit les Alpes et  traverse le pas de Calais à pied sec. Il arrive en Écosse à l'époque d'Adomnan avec une suite de sept mille soldats du Christ et se serait installé à Culross. C'est là qu'il convainc un roi des Pictes nommé « Brude fils de Dargart », c'est-à-dire Bruide mac Derile de lui concéder un endroit pour bâtir un monastère. Avec l'aide d'Adomnan il fonde une autre communauté monastique sur une île du Loch Leven, près de Kinross. D'autres lieux sont associés à Servan, une grotte à Dysart sur la rive nord du Firth of Forth et Dunning dans le Strathearn où il est censé être mort un 1er juillet.

### L'intérêt de ce récit merveilleux
- De nombreuses manières, Servan est rattaché à la Bible (Obeth, Éliud) :son auteur connaissait les Écritures.
- Il est associé aux deux premiers sièges de la chrétienté : Rome et Alexandrie (en Égypte, patrie du monachisme).

## Un personnage mystérieux
Dans son ouvrage sur les mères des saints, l'irlandais Oengus le Céli Dé (vers 800) attribue à Serf comme mère Alma une  fille du roi des pictes et comme père un certain Proc originaire de Canaan ou d'Égypte. Le maintien de la tradition d'une origine moyenne orientale du père de Serf est peut-être liée à l'influence de la faction favorable à Rome lors du conflit avec le christianisme celtique. L'association de Serf avec les contemporains Adomnan et  Brude mac Derile est cohérente. William Forbes Skene  cite également la mention dans le cartulaire de Saint-Andrews de la donation  de l'île du Loch Leven à St Servanus et au Culdee. Au XIe siècle le roi Macbeth d'Écosse et son épouse Gruoch font encore des donations à l'église de Saint-Serf et à la communauté qu'il a fondé.  
C'est toutefois ce même personnage qui a été anachroniquement considéré comme le père nourricier et spirituel de Kentigern de Glasgow (mort en 612) dans sa Vita.

## Sources
- (en) Ann Williams, Alfred P. Smyth, D P Kirby A Bibliographical Dictionary of Dark Age Britain (England, Scotland and Wales c.500-c.1050).  Seaby London (1991)  (ISBN 1 852640472) « Serf » p. 213.
- (en) J.P.M. Calise, Pictish Sourcebook, Documents of Medieval Legend and Dark Age History, Londres, Greenwood Press, 2002 (ISBN 0313322953), p. 252 Servanus (Serf) (between 450 and 700)

## Liens
- Notice dans un dictionnaire ou une encyclopédie généraliste :   - Britannica
- Notices d'autorité :   - VIAF
  - LCCN
  - GND
  - WorldCat